# Saviano Vehicles

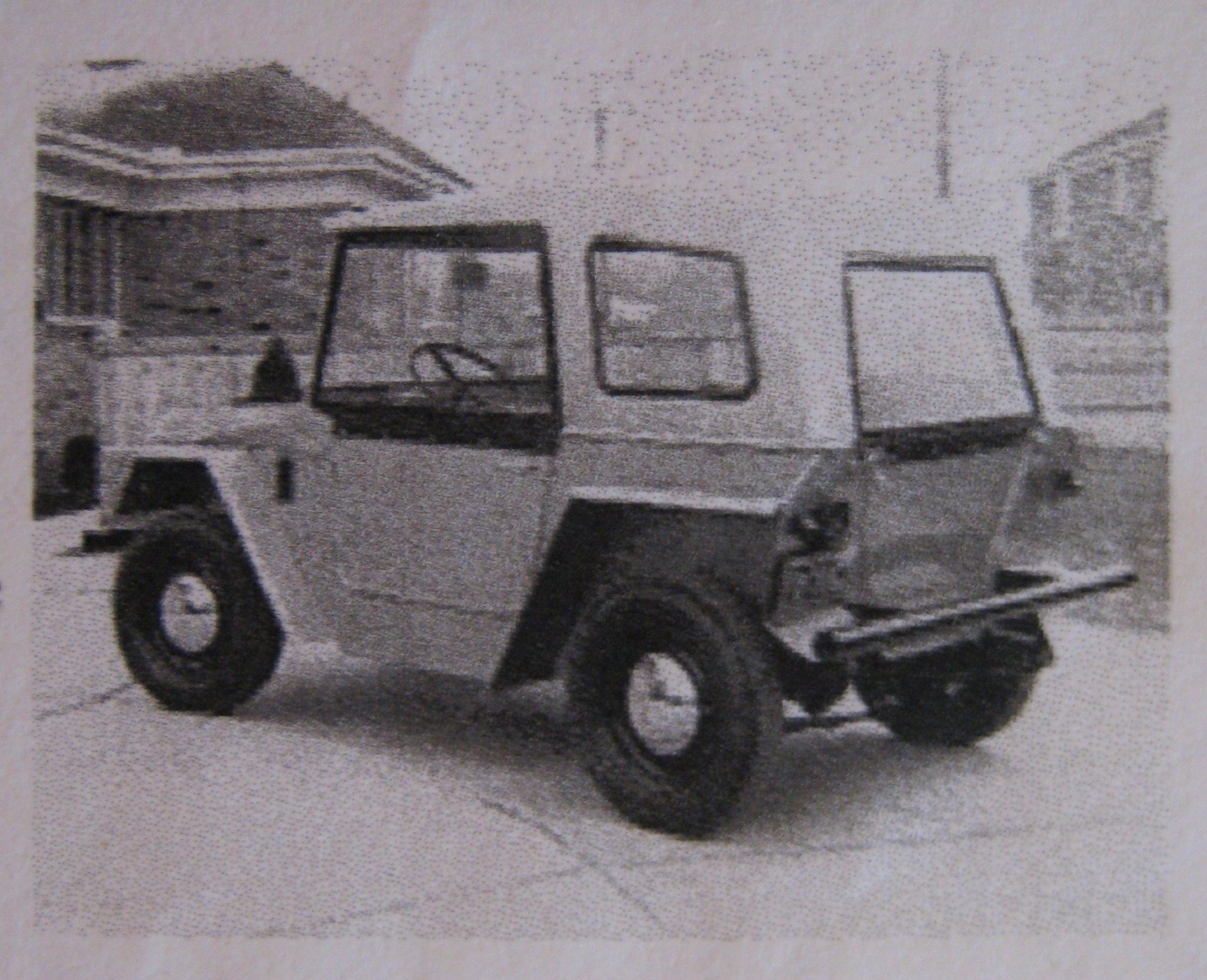
Saviano Scat von 1960

Saviano Vehicles war ein US-amerikanischer Automobilhersteller, der in Warren, Michigan, ansässig war. Das Unternehmen wurde von A.P. Saviano gegründet. Es produzierte lediglich ein Modell, das nur im Jahr 1960 gebaut wurde.

## Saviano SCAT
Das einzige Fahrzeug, das Saviano herstellte, war der SCAT (Akronym für Saviano Cargo And Touring). Es handelte sich dabei um einen kleinen, sehr einfachen Geländewagen mit Hinterradantrieb. Das Fahrzeug ruhte auf einem Rahmen aus verschweißten rechteckigen Rohren. Seine dreitürige Karosserie einschließlich der Kotflügel bestand aus ebenen, gepressten Stahlblechen. Zum Antrieb diente ein luftgekühlter Reihenzweizylindermotor von Kohler, der 25 bhp (18,4 kW) entwickelte. Angeflanscht war ein manuelles Dreiganggetriebe von BorgWarner. Das Fahrzeug hatte einen Radstand von 2032 mm und eine Gesamtlänge von 3175 mm. Auf Wunsch gab es ein abnehmbares Dach. Auch die Türen waren abnehmbar. Der 770 kg schwere Wagen kostete in der Grundausstattung US$ 1390,–.